# Jean d'Échéry
Pour les articles homonymes, voir Échéry.
Jean d’Échéry fut un chevalier français du XIVe siècle.

## Biographie
Tout en étant vassal de l’Église de Strasbourg, Jean d'Echéry fut l’un des principaux adversaires de l’évêque Berthold de Bucheck en conflit avec Louis de Bavière. Les opérations militaires de 1338 se traduisent par des raids menés à partir de Sélestat contre les possessions épiscopales et une puissante contre-attaque dans la vallée de la Lièpvrette. Jean d’Echéry parvint à disperser ses ennemis qui battirent en retraite.
Il fut encore impliqué dans d’autres hostilités et conclut une paix avec la duchesse Marie de Lorraine en 1350. La même année, il reçut l’investiture des villages de Saint-Maurice et de La Vancelle et d'un moulin à Châtenois relevant du chapitre de Strasbourg.
Son fils Jean est cité en 1358 et en 1364, tandis que son petit-fils, lui aussi nommé Jean disparaît en 1383. À cette date, le château d'Échéry est aux mains des Ribeaupierre qui en ont obtenu l’expectative depuis 1374.